# Embsen
Embsen település Németországban, azon belül Alsó-Szászország tartományban. Lakosainak száma 2830 fő (2023. december 31.). Embsen Südergellersen, Lüneburg, Melbeck, Barnstedt, Betzendorf és Oldendorf községekkel határos.

## Népesség
A település népességének változása:
| Lakosok száma | 2676 | 2545 | 2647 | 2747 | 2802 | 2793 | 2830 |
|               | 2010 | 2016 | 2017 | 2019 | 2021 | 2022 | 2023 |